# Jack Laugher
Jack David Laugher (Harrogate, 1995. január 30. –) angol olimpiai-, ifjúsági Európa- és világbajnok műugró.

## Élete

### Magánélete
A Ripon Gimnázium tanulója. 2014 júliusától egy lakásban él műugró társával, Chris Mearsszel.

### Pályafutása
Edzője Damian Ball, majd Adrian Hinchliffe. 2010 őszén, az arizonai junior világbajnokságon aranyérmet szerzett a férfi 1, és 3 méteres műugrás döntőjében, így ő lett az első brit műugró, aki megszerezte a „kétszeres junior világbajnoki” címet.
A 2011-es sanghaji úszó-világbajnokságon a férfiak 1 méteres műugró számában a 33., míg a 3 méteres műugrás döntőjében – 453.50 ponttal – a 8. helyen végzett.
2012 augusztusában, a londoni olimpia 3 méteres versenyszámában, a 29 fős mezőnyben a 27. helyen zárt. Két hónappal később, az ausztráliai Adelaide-ben rendezett junior világbajnokságon, az A-korcsoport 1 méteres számában második helyen zárt a kínai Peng Csien-feng mögött, ugyanakkor 3 méteren megvédte junior világbajnoki címét, míg Tom Daley-vel párban aranyérmet szerzett az A/B-korcsoport 3 méteres szinkronjának döntőjében, és ezzel megszerezte negyedik junior világbajnoki címét.
2014-ben, a sanghaji műugró-világkupán a 3 méteres műugrás versenyszámában bronzérmet szerzett, míg a 3 méteres szinkronugrásban – társával, Chris Mearsszel – az 5. helyen zárt. A 2014-es úszó-Európa-bajnokság férfi 1 méteres műugrás döntőjében 7. lett, míg 3 méteren és a 3 méteres szinkronugrás fináléjában – társával, Chris Mearsszel – egyaránt az ötödik helyen zárt. A 2014-es nemzetközösségi játékokon három érmet is szerzett, 1 méteren és a 3 méteres szinkronugrás versenyszámában – ugyancsak Mearsszel alkotva párost – aranyérmes lett, míg 3 méteren a második helyen végzett.
A 2015-ös kazanyi úszó-világbajnokságon bronzérmes lett 3 méteren, csakúgy mint a 3 méteres szinkron versenyszámában (Chris Mearsszel).
A 2016-os riói kvalifikációs világkupán 3 méter szinkronban a 4. helyet sikerült megszereznie Chris Mearsszel, hogy aztán a 2016. évi nyári olimpiai játékokon bizonyíthassanak, és besöpörhessék az aranyérmet. Ugyanitt egyéniben – a kínai Cao Jüan mögött – ezüstérmes lett. A riói olimpia előtt, a Londonban rendezett úszó-Európa-bajnokságon 3 méteren és a 3 méteres szinkronugrás versenyszámában állt rajthoz, s végül mindkét szám fináléjában a dobogóra.
Az olimpián 3 méteres szinkronban olimpiai bajnoki címet szerzett, egyéniben pedig ezüstérmet, ugyancsak 3 méteren.
A 2017-es világbajnokságon 3 méteren ötödik lett.
A 2018-as Európa-bajnokságon aranyérmet szerzett 1 méteres műugrásban, csakúgy mint 3 méteren. Ugyanitt 3 méter szinkronban pedig ezüstérmes lett.
A 2022-es budapesti úszó-világbajnokságon − Anthony Hardinggal párban − a második helyen végzett a 3 méteres szinkronugrás döntőjében, csakúgy mint 1 méteren, míg 3 méteren a dobogó harmadik fokára állhatott fel. Két hónappal később Rómában, a vizes-Európa bajnokságon aranyérmes lett 1 méteren is és – Anthony Hardinggal – a férfi szinkron 3 méteres versenyszámában is. 3 méteren viszont csak ötödik lett.

## Eredmények
| Sportesemény                             | Versenyszámok | Versenyszámok | Versenyszámok | Versenyszámok | Versenyszámok |
| Sportesemény                             | 1 m           | 3 m           | 3 m szinkron  | 10 m torony   | 10 m szinkron |
| ---------------------------------------- | ------------- | ------------- | ------------- | ------------- | ------------- |
| 2009-es brit bajnokság                   | –             | 8.            | –             |               | –             |
|                                          |               |               |               |               |               |
| 2010-es brit bajnokság                   |               |               |               | –             | –             |
| 2010-es junior Eb                        |               |               | 4.            | 6.            | –             |
| 2010-es junior vb                        |               |               | 10.           | –             | –             |
| 2010-es nemzetközösségi játékok, Delhi   | –             | 11.           | 7.            | –             | –             |
|                                          |               |               |               |               |               |
| 2011-es brit bajnokság                   | –             |               |               | –             | –             |
| 2011-es úszó-vb                          | 33.           | 8.            | –             | –             | –             |
|                                          |               |               |               |               |               |
| 2012-es műugró-világkupa                 | –             | 8.            | –             | –             | –             |
| 2012-es úszó-Eb                          | –             | 6.            | –             | –             | –             |
| 2012-es nyári olimpia                    | –             | 27.           | –             | –             | –             |
| 2012-es junior vb                        |               |               |               | –             | –             |
|                                          |               |               |               |               |               |
| 2014-es műugró-világkupa, Sanghaj        | –             |               | 5.            | –             | –             |
| 2014-es úszó-Eb, Berlin                  | 7.            | 5.            | 5.            | –             | –             |
| 2014-es nemzetközösségi játékok, Glasgow |               |               |               | –             | –             |
|                                          |               |               |               |               |               |
| 2015-ös úszó-vb, Kazany                  | –             |               |               | –             | –             |
|                                          |               |               |               |               |               |
| 2016-os műugró-világkupa, Rio de Janeiro | –             | 4.            | –             | –             | –             |
| 2016-os úszó-Eb, London                  | –             |               |               | –             | –             |
| 2016-os nyári olimpia, Rio de Janeiro    | –             |               |               | –             | –             |
|                                          |               |               |               |               |               |
| 2018-as úszó-Eb, Glasgow/Edinburgh       |               |               |               | –             | –             |

__________
A forrás nélküli hivatkozások helyét lásd itt!

## Díjai, elismerései
- Az év európai műugrója választás: második helyezett (LEN) (2015)[40]